# ヨルマ・パヌラ
ヨルマ・パヌラ（Jorma Panula、1930年8月10日 - ）は、フィンランドのクラシック音楽の指揮者、作曲家、音楽教育家。

## 略歴
シベリウス音楽院で教会音楽、指揮を学ぶ。レオ・フンテク、ディーン・ディクソン、アルベール・ヴォルフ、フランコ・フェラーラに師事した。
トゥルク・フィルハーモニー管弦楽団、ヘルシンキ・フィルハーモニー管弦楽団、オーフス交響楽団で芸術監督、首席指揮者を務めた。また、客演指揮者としてフィンランド国立オペラに頻繁に出向いている。
また、ヘルシンキのシベリウス音楽院、ストックホルムのストックホルム音楽大学、コペンハーゲンのデンマーク王立音楽院で指揮の教授を歴任した。
パヌラは、その教授職を通して、指揮界に重要な影響を与え続けている。彼の教鞭は「隠れた手」とも呼ばれ、エサ＝ペッカ・サロネン（ロサンジェルス・フィルハーモニック音楽監督、首席指揮者）、ミッコ・フランク（ベルギー国立管弦楽団の音楽監督、フィンランド国立オペラ音楽監督）、サカリ・オラモ（バーミンガム市交響楽団音楽監督、首席指揮者）、ユッカ＝ペッカ・サラステ（トロント交響楽団音楽監督）、オスモ・ヴァンスカ（ミネソタ管弦楽団音楽監督、首席指揮者）、サーシャ・マキラ（クリーブランド管弦楽団の副指揮者）、クラウス・マケラ（シカゴ交響楽団次期音楽監督、ロイヤル・コンセルトヘボウ管弦楽団次期首席指揮者）等、一流の指揮者をフィンランド国外へ送り出した。その教授法はテレビ・レポートにもあるように、弟子に指揮をさせて、残りの弟子たちと一緒にピアノなどを弾き、少し気付いたところ以外はほとんど無口なレッスンの方法である。
また、指揮の他に作曲も行っている。オペラ『ヤーッコ・イルッカ』と『川のオペラ』は、「パフォーマンス・オペラ」と呼ばれる新ジャンル、すなわち、音楽や視覚芸術、日常生活の融合分野を確立した。他に、ミュージカル、教会音楽、ヴァイオリン協奏曲、ジャズ・カプリッチョ、及び多数の声楽曲を作曲した。
現在、客演指揮者や指揮教授として、パリ、ロンドン、アムステルダム、モスクワ、ニューヨーク、タングルウッド、オタワ、シドニー、テルアビブなど、世界各地に出向いている。

## プライベート
趣味は水泳と、チェーンソーを持ってフィンランドの木を切ることである。

## 教育活動
民音の国際コンクールに招かれたり、各種国際コンクールの審査をしたり、極めつけは自らの名を冠したマスタークラスやコンクールを盛んに開き、最も教育活動に熱心な指揮者としても知られる。客演指揮者や指揮教授として、パリ、ロンドン、アムステルダム、モスクワ、ニューヨーク、タングルウッド、オタワ、シドニー、テルアビブ、東京、ブダペストなど、世界各地に出向いている。